# Emily Temple, vikomtesa Palmerstonová
Emily Temple, vikomtesa Palmerstonová (rozená Lambová, později Clavering-Cowperová; 1787 – 1869), v letech 1787 až 1805 titulována jako The Honourable Emily Lamb a hraběnka Cowperová v letech 1805 až 1839, byla vůdčí postavou Almackova sociálního souboru, sestrou premiéra Lorda Melbourne, manželkou 5. hraběte Cowpera a následně manželkou dalšího premiéra, Lorda Palmerstona.

## Původ a rodina
Emily se narodila v roce 1787 jako dcera Penistona Lamba, 1. vikomta Melbourne a jeho manželky Elizabeth, rozené Milbanke. Kvůli matčiným četným milostným aférám nebylo otcovství Emily nikdy potvrzeno a bylo popsáno jako "zahalené tajemstvím". Rodina Lambových byla politicky prominentní od poloviny 18. století a zenitu svého vlivu dosáhla v generaci Emily. Její otec se stal vikomtem Melbourne v roce 1781. Její nejstarší bratr William se stal britským premiérem, další bratr Frederick byl známý diplomat a třetí bratr George byl menším dramatikem a novinářem. Lambovi byli úzce spjati s whigovskou stranou a byli důvěrnými osobami královny Viktorie. Mezi bratrem Williamem a Emily, kterou s oblibou nazýval „ta malá ďáblice Emily“, bylo celoživotní pouto. Ona naopak nenáviděla jeho manželku, Lady Caroline Lambovou, kterou nazývala "malá bestie".

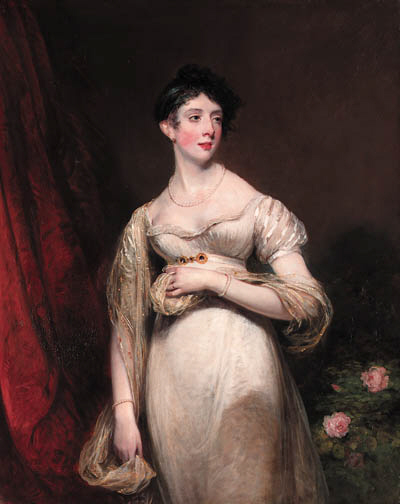
Portrét Emily Lambové, hraběnky Cowperové, William Owen, asi 1810

## První manželství
V osmnácti letech se Emily provdala za o devět let staršího Petera Clavering-Cowpera, 5. hraběte Cowpera (1778–1837). Lord Cowper měl pověst tupého a pomalého řečníka, což bylo v příkrém rozporu se společenským nadáním jeho manželky. Příznivější názor byl, že to byl tichý, příjemný muž, který byl mnohem méně hloupý, než se zdálo, ale společnosti a politice se raději vyhýbal. Emily se vrhla na společenskou scénu Regentství a stala se jednou z patronek vysoce exkluzivního Almackova klubu. Vyznačovala se laskavostí a štědrostí a pro člověka, kterého by měla ráda, by prý udělala cokoliv. Pomáhala dokonce i lidem, které neměla ráda: přestože nenáviděla svou švagrovou Caroline, když byla Caroline vyloučena z Almacka, což byla známka nejhlubší společenské hanby, Emily se nakonec podařilo zákaz zrušit. Stejně jako většina dal ze společnosti měla Emily milostné poměry, včetně jednoho s korsickým diplomatem Carlem Andreou Pozzo di Borgo, pozdějším ruským velvyslancem ve Velké Británii.
Emily byla známá nejen svou krásou ale také neobyčejným šarmem. Byla popisována jako "grácie uvedena do akce, jejíž jemnost byla stejně svůdná jako její radost". Byla nepochybně nejoblíbenější patronkou Almacka, její vřelost a šarm byly výrazným kontrastem k hrubosti a aroganci některých dalších dam, které klub vedly, zvláště Lady Jersey a kněžny von Lieven.

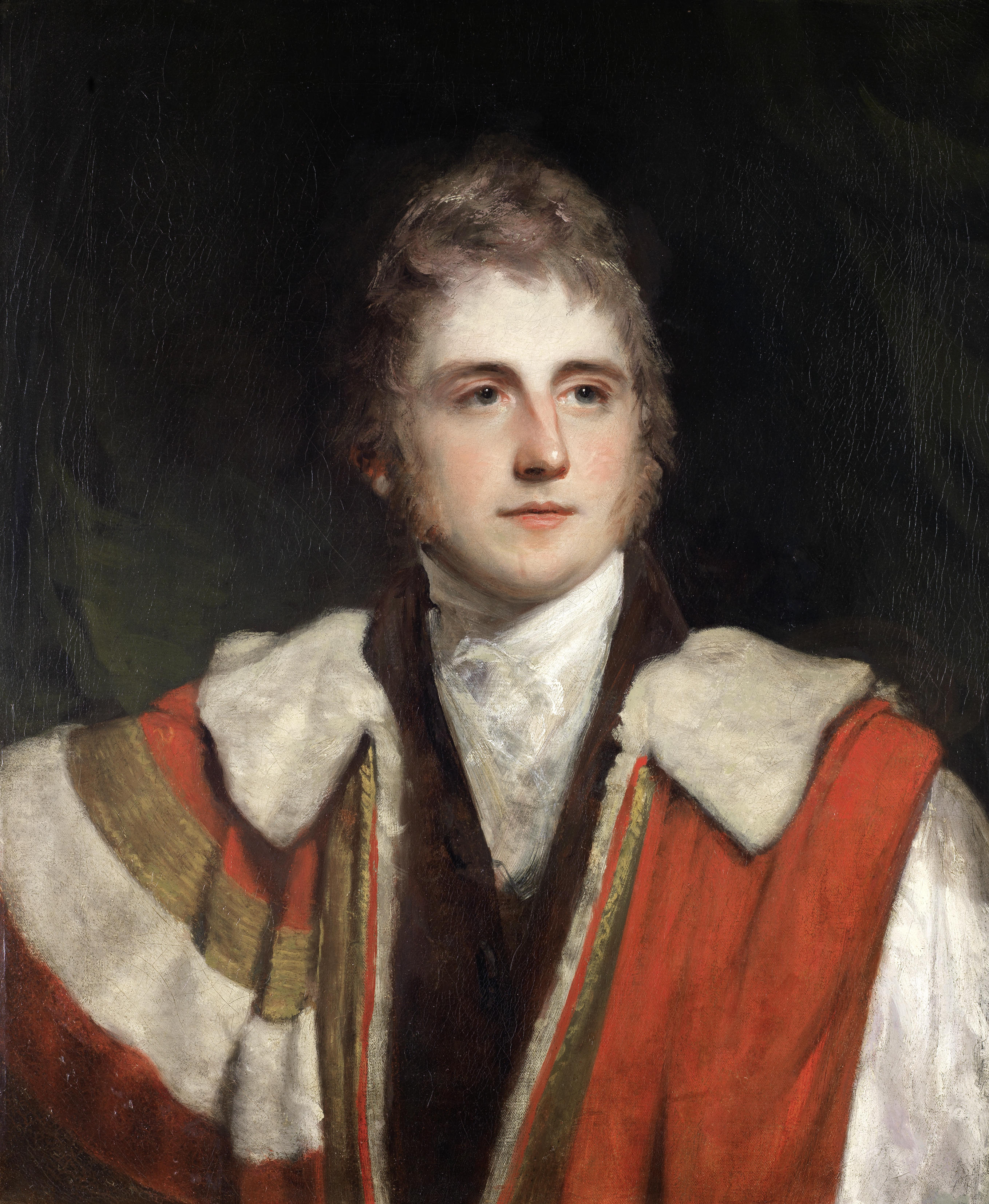
Lord Cowper

## Poměr s Palmerstonem
U Almacka byla Lady Cowperová stále více viděna ve společnosti Henryho Johna Templa, 3. vikomta Palmerstona, který byl v té době za své různé romantické pletky, včetně románků s dalšími patronkami, Lady Jersey a kněžnou von Lieven, nazýván "Cupid". Palmerston byl pravidelnou součástí Emilyiných večírků a salonů, a když se lord Cowper ponořil do dlouhého období špatného zdraví a všeobecného úpadku, lady Cowperová a lord Palmerston vstoupili do romantického vztahu. To přineslo Palmerstonovi, původně konzervativci, stále více kontaktu s významnými whigy, zejména bratrem Emily. O návrhu na katolickou emancipaci z roku 1826 Palmerston řekl: „Wiggové mě podporovali velmi pěkně a byli skutečně mými hlavními a nejaktivnějšími přáteli“. Brzy poté Palmerston změnil stranu a kandidoval za Whigy. Emilyina matka na dceru na smrtelné posteli v roce 1818 naléhala, aby zůstala neustále u Palmerstona a možná se těšila na budoucí dobu, kdy se budou moci vzít.

## Manželství s Palmerstonem

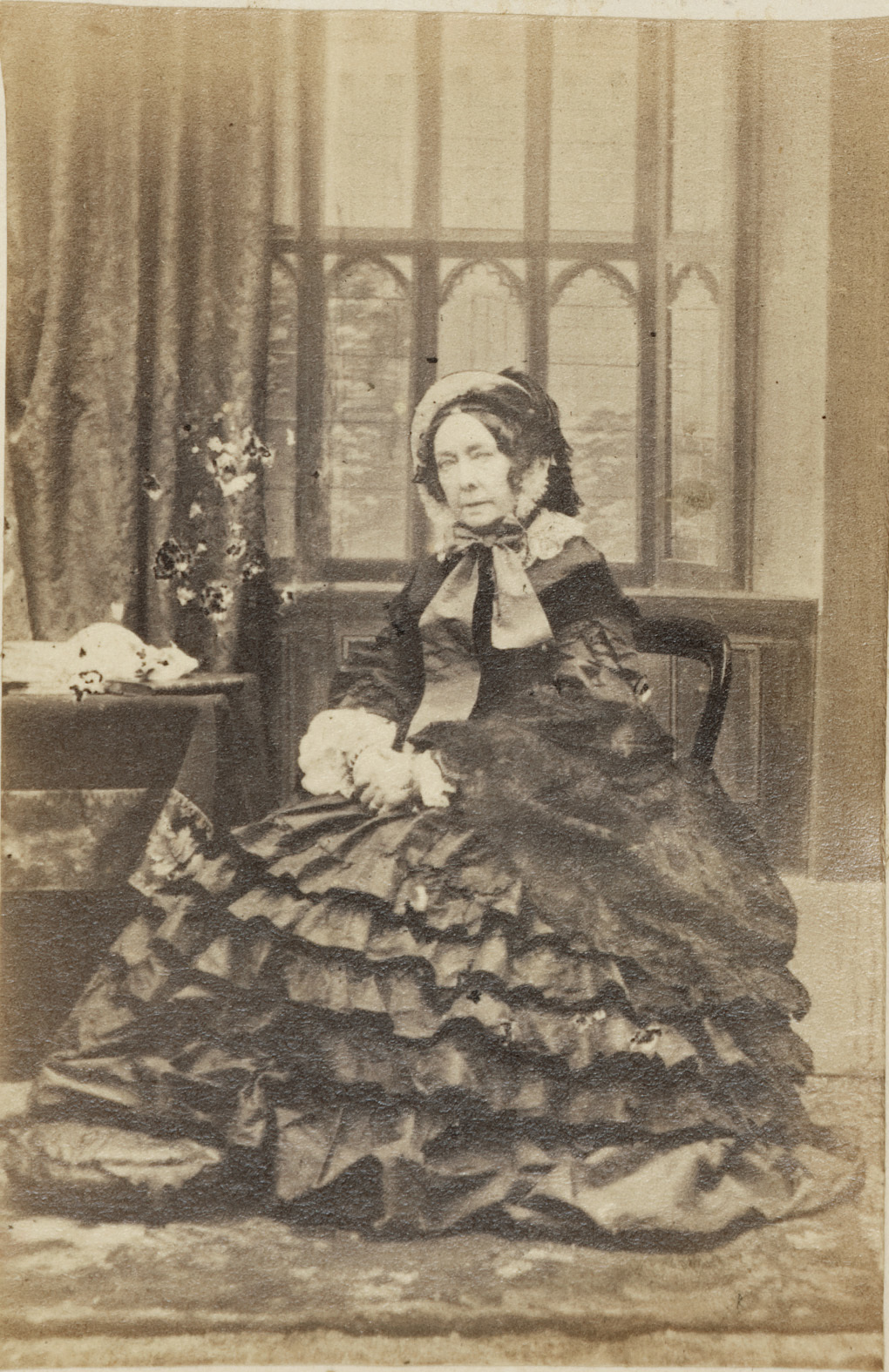
Lady Palmerstonová v roce 1860

V roce 1837, po dvou dnech vlády královny Viktorie, lord Cowper zemřel. Tím se otevřela cesta pro manželství mezi Emily a Palmerstonem, ačkoli jejich věk byl důvodem k obavám, stejně jako pro její rodinu Palmerstonova pověst sukničkáře. Záležitost byla postoupena královně Viktorii, jejíž souhlas uvolnil cestu ke sňatku 16. prosince 1839. Palmerstonovi bylo v té době 55 a lady Cowperové 52 let.
Manželé se usadili v domě v Broadlands a manželství bylo podle všeho šťastné. Lord z Shaftesbury o tom řekl: "Jeho pozornost k lady Palmerstonové, když byli oba v mnoha letech zasaženi, patřila k věčným námluvám. Tento sentiment byl oboustranný; a často jsem je viděl jít ráno zasadit nějaké stromy, skoro jsem věřil, že přežijí, aby jedli ovoce nebo seděli spolu ve stínu".
Během manželství lady Palmerstonová pokračovala v aktivním společenské životě jako hostitelka salonů. Vzhledem k tomu, že se těchto akcí dychtivě účastnili zahraniční diplomaté, lord Palmerston povzbuzoval svou manželku, aby jeho myšlenky přednesla shromážděným hostům a podala zprávu o jejich přijetí jako prostředku k neoficiálnímu testování diplomatických vod, než se veřejně zaváže k názoru. Nedokázala vyléčit jeho notoricky známý nedostatek dochvilnosti, protože to byla chyba, kterou naplno sdílela; královna Viktorie, když s nimi pobývala v Broadlands, si stěžovala, že ji Emily nechala hodinu čekat na projížďku kočárem. V londýnské společnosti se tradovalo, že vždy chodili na večeři tak pozdě, že ani jeden z nich nikdy neslyšel o polévce. Psychicky byli oba velmi sehraní. Životopisec Herbert Bell uvádí:
Jestliže Palmerston přinesl do partnerství větší množství znalostí a čistého intelektu, jeho dáma byla bohatě obdařena jinými vlastnostmi: smysl pro zvuk a jemné cítění, prohřáté krásou a dobrosrdečností v šarm; prozíravost, tak spojená s impulzivitou, že si člověk stále klade otázku, jak dalece byly její „nerozvážnosti“ plánovány pro afekt; serióznost a nadšení, které nepřipouštějí žádné takové pochybnosti.
Životopisec Gillian Gill uvádí, že manželství:
bylo inspirované politickým spojenectvím i bodnutím osobního štěstí. Henry a Emily byli nanejvýš sehraní. Jako manžel krásné, okouzlující, inteligentní a bohaté ženy, jejíž přátelé byli nejlepšími lidmi ve společnosti, měl Palmerston konečně peníze, sociální prostředí a osobní bezpečí, které potřeboval, aby se dostal na vrchol britské politiky. Lady Palmerstonová udělala svého manžela šťastným, stejně jako on ji, a byla sama o sobě politickou mocností. V posledních a nejúspěšnějších desetiletích Palmerstonova života byla jeho nejlepší poradkyní a nejdůvěryhodnější amanuensis. Bylo to jedno z největších manželství století.

## Úmrtí a potomci
V roce 1865 lord Palmerston zemřel a Emily ho následovala o čtyři roky později. Z pěti dětí ji přežily čtyři, všechny se jí narodily během manželství s lordem Cowperem. Věřilo se však, že jedna dcera je lorda Palmerstona a syn William mohl být synem Pozzo di Borga:
- George Cowper, 6. hrabě Cowper (26. června 1806 – 15. dubna 1856), 7. října 1833 se oženil s Anne Florence Weddellovou, baronkou Lucasovou, dcerou 2. hraběte de Grey. Měli spolu šest dětí.
- Emily Ashley-Cooperová, hraběnka z Shaftesbury (6. listopadu 1810 – 15. října 1872), 10. června 1830 se provdala za Anthonyho Ashley-Coopera, 7. hraběte z Shaftesbury. Měli spolu deset dětí.
- William Cowper-Temple, 1. baron Mount Temple (13. prosince 1811 – 17. října 1888), 27. června 1843 se oženil s Harriet Gurney a 22. listopadu 1848 se stala jeho druhou manželkou Georgiana Tollemachová.
- Charles Cowper (7. června 1816 – 30. března 1879), 1. září 1852 se oženil s lady Harriett Gardinerovou, dcerou Charlese Gardinera, 1. hraběte z Blessingtonu. Znovu se oženil 11. dubna 1871 s Jessie McLeanovou. V roce 1843 zdědil Sandringham House, který v roce 1862 prodal nejstaršímu synovi královny Viktorie, Albertu Eduardovi.
- Frances Jocelyn, vikomtesa Jocelynová (1820 – 26. března 1880), 9. dubna 1841 se provdala za vikomty Roberta Jocelyna. Měli spolu pět dětí.